# Neoeuscelus
Neoeuscelus es un género de coleópteros curculionoideos de la familia Attelabidae. Voss describió el género en 1925 como subgénero de Euscelus. La especie tipo es Attelabus longimanus (Olivier, 1789). Habita en Brasil y Guyana Francesa. Esta es la lista de especies que lo componen:
- Neoeuscelus atratus Voss, 1925
- Neoeuscelus badius Voss, 1957
- Neoeuscelus lar Voss, 1925
- Neoeuscelus longimanus Olivier, 1789
- Neoeuscelus regularis Faust, 1883